# Szojuz TM–3
Szojuz TM–3 szovjet személyzettel ellátott háromszemélyes, szkafanderes szállító űrhajó.

## Küldetés
Az Interkozmosz (oroszul: Интеркосмос [Intyerkoszmosz]) a Szovjetunió és kelet-európai országok, később további közreműködők közös űrkutatási programja. Az űrhajó felépítése, technikai adatai megegyeznek a Szojuz TM–1 űreszközzel.

## Jellemzői
1987. július 17-én a bajkonuri űrrepülőtér 1. sz. indítóállásából indították pályájára. Feladata a látogató személyzet szállítása a Mir űrállomásra. Az orbitális egység pályája 91 perces, elliptikus pálya perigeuma 297 kilométer, apogeuma 353 kilométer volt. 1987. december 29-én Arkalik városától 140 kilométerre ért Földet.

## Személyzet

### Indításnál
- Alekszandr Sztyepanovics Viktorenko parancsnok
- Alekszandr Pavlovics Alekszandrov fedélzeti mérnök
- Muhammed Ahmed Fárisz  Szíria első kutatóűrhajósa

### Tartalék személyzet
- Anatolij Jakovlevics Szolovjov parancsnok
- Viktor Petrovics Szavinih fedélzeti mérnök
- Munír Habíb Habíb kiképzett szír kutatóűrhajós

### Leszállásnál
- Jurij Viktorovics Romanyenko parancsnok
- Alekszandr Pavlovics Alekszandrov fedélzeti mérnök
- Anatolij Szemjonovics Levcsenko kutatóűrhajós

## Külső hivatkozások
- Szojuz TM–3. spacefacts.de. (Hozzáférés: 2012. szeptember 8.)
- Szojuz TM–3. wikisource.org. (Hozzáférés: 2013. július 20.)
- Szojuz TM–3. jsc.nasa.gov. [2009. augusztus 3-i dátummal az eredetiből archiválva]. (Hozzáférés: 2013. július 20.)
- Szojuz TM–3. sg.hu. (Hozzáférés: 2013. július 20.)
- Szojuz TM–3. lib.cas.cz. [2013. október 13-i dátummal az eredetiből archiválva]. (Hozzáférés: 2013. július 20.)

| Elődje: Szojuz TM–2 | Szojuz-program 1986–2003 | Utódja: Szojuz TM–4 |